# خوان فالديز (لاعب كرة قدم)
خوان فالديز (بالهولندية: Juan Valdez)‏ (24 نوفمبر 1983 - ) هو لاعب كرة قدم هولندي في مركز الدفاع. شارك مع منتخب أروبا لكرة القدم.

## وصلات خارجية
- خوان فالديز على موقع قاعدة بيانات كرة القدم.إي يو (الإنجليزية)
- خوان فالديز على موقع ناشيونال فوتبول تيمز (الإنجليزية)